# Jamin

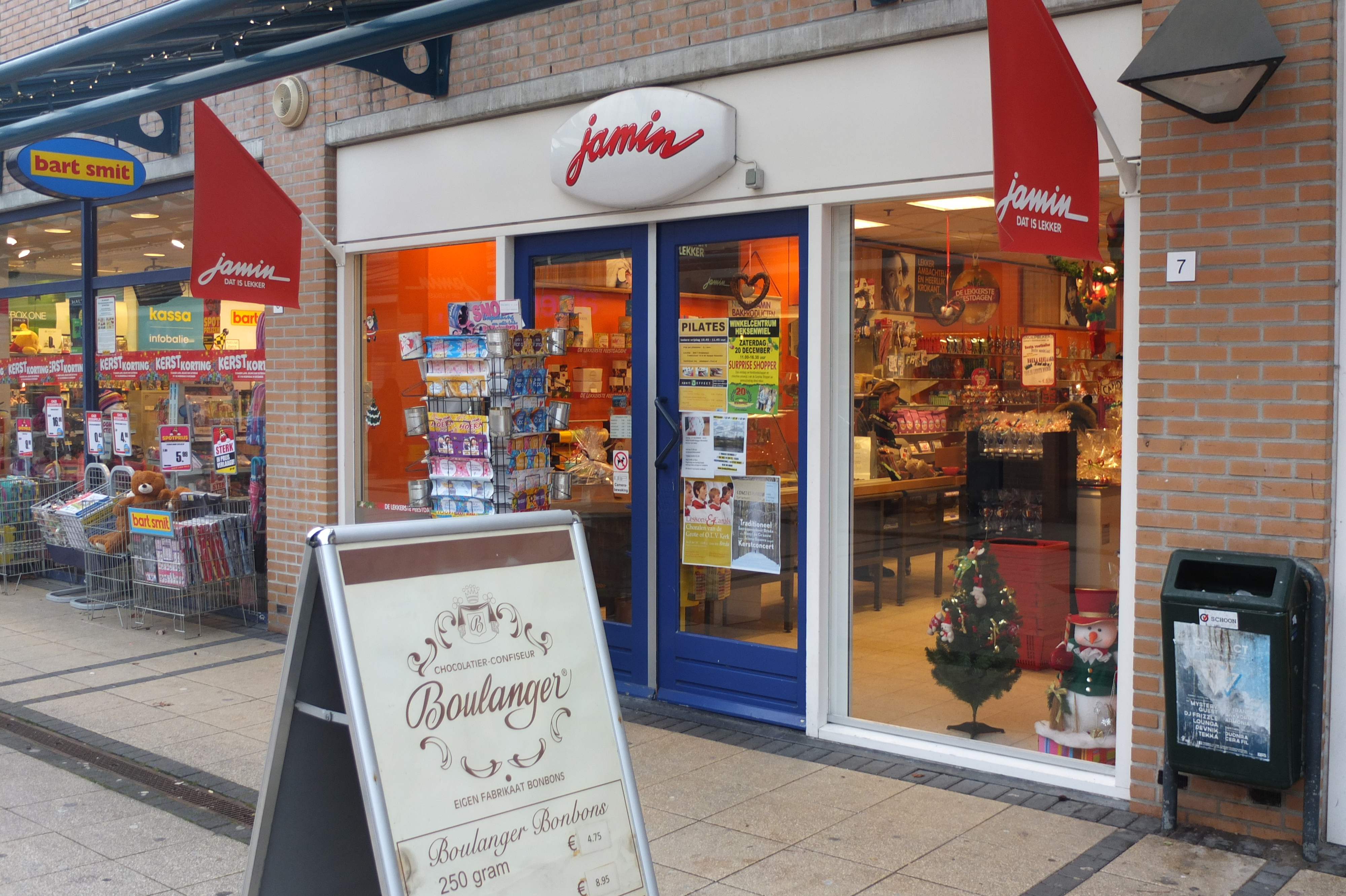
Voormalige Jaminwinkel in Breda

Jamin is een winkelketen van zoetwarenverkopers, alsmede een voormalige zoetwaren- en consumptie-ijsfabriek.

## Geschiedenis

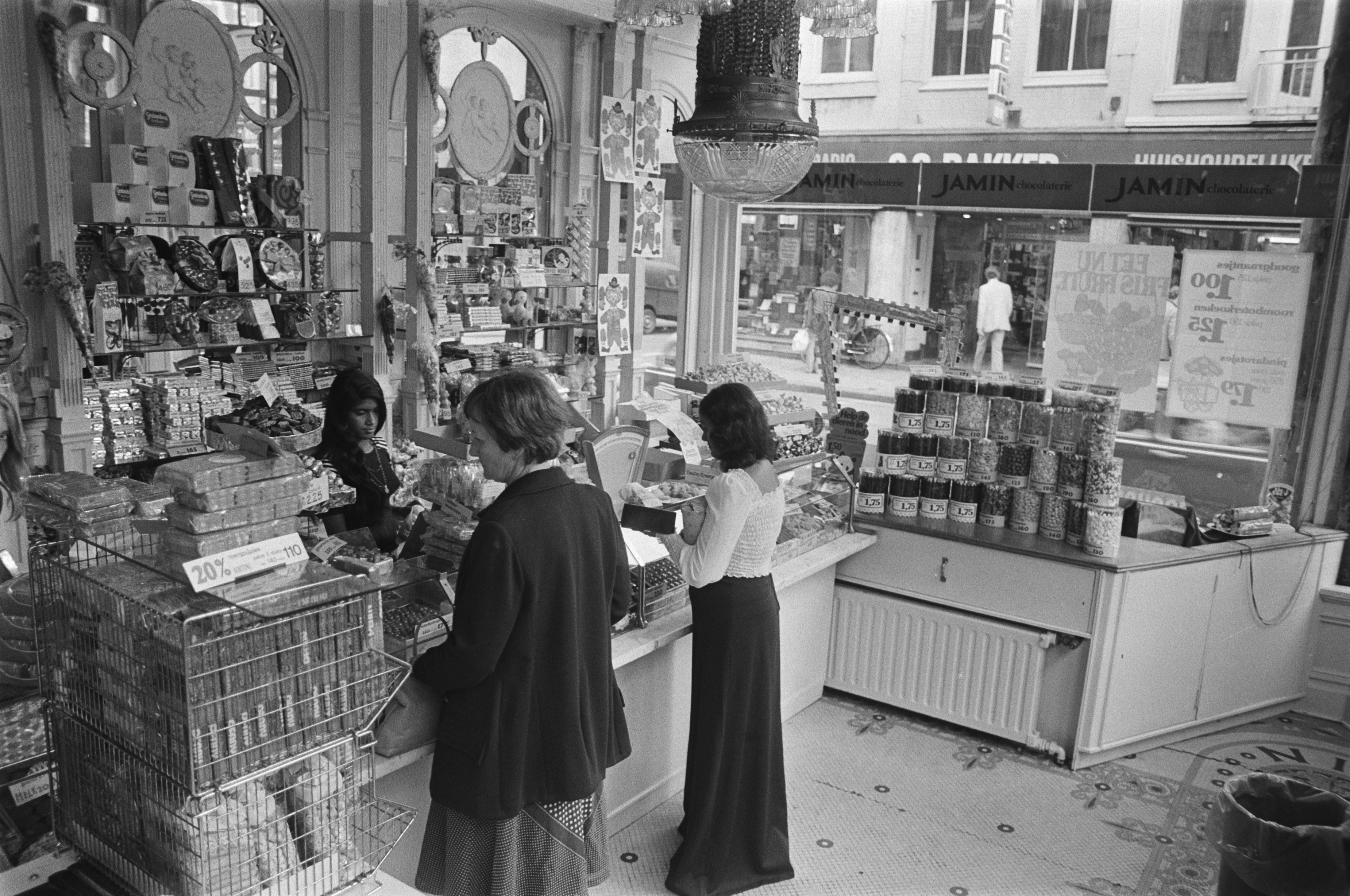
Interieur Jamin in 1976

In 1870 opende Cornelis Jamin (1850-1907) een chocolateriewinkel in Rotterdam. De zaak liep goed en hij kon uitbreiden. In 1880 begon hij suikerwerkfabrieken aan het Rodezand en aan de Crooswijksekade, en in 1883 opende hij de eerste Jamin-winkel. Het graf van Cornelis en zijn vrouw is nog steeds te vinden op de Rooms-katholieke begraafplaats St. Laurentius in Rotterdam Crooswijk.

### Groei

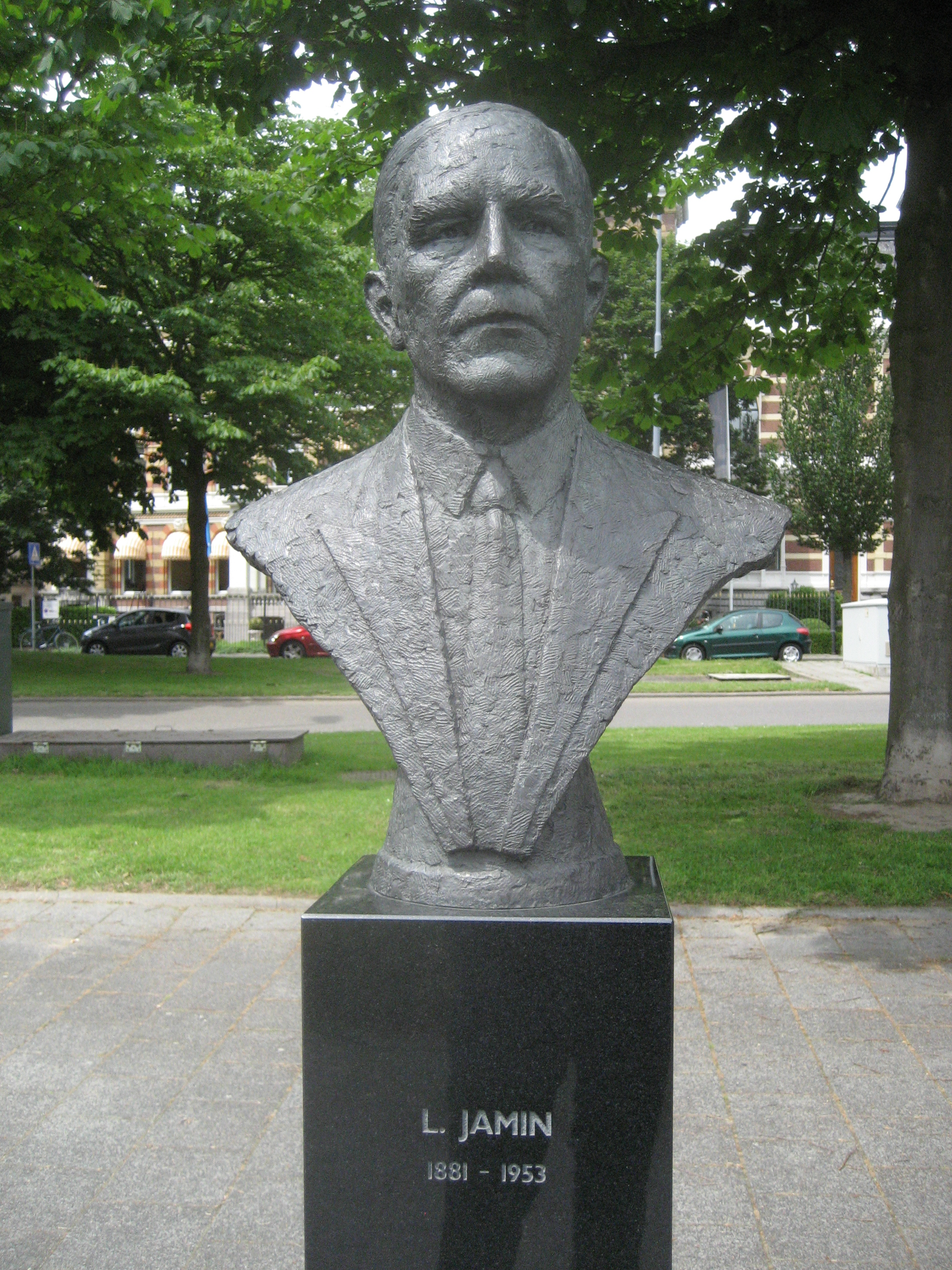
Beeld van Louis Jamin in Rotterdam

Toen Cornelis Jamin in 1907 overleed, waren er in en om Rotterdam 50 Jamin-winkels. Het productiebedrijf groeide ondertussen hard, van 130 arbeiders in 1906 naar 330 in 1911. De vier zonen van Cornelis Jamin, Cornelis jr., Louis, Pierre en Harry, zetten het bedrijf van hun vader voort. In 1918 telde het bedrijf 100 winkels. Midden jaren twintig waren er 135 winkelfilialen, tien jaar later was het aantal meer dan verdubbeld tot rond de 300. In de jaren vijftig en zestig groeide het aantal Jamin-winkels tot boven de 600.
Om zelf cacao te gaan verbouwen kocht de familie Jamin in 1947 een zestal plantages in Suriname. De naamloze vennootschap Verenigde Cultuur Maatschappijen N.V. bezat de plantages Elisabeth's Hoop, Berlijn, Rust en Werk, Johannesburg, Pieterszorg, Maasstroom, Andrea's Gift en een deel van plantage De Resolutie. Vanaf 1956 probeerde Jamin ook sukade te verbouwen in de kolonie. De productie van grondstoffen was echter niet erg succesvol. Een aantal extreem droge seizoenen in de jaren zestig ruïneerde de oogsten en maakte aan deze poging een einde.
In 1957 verhuisde de Jamin-fabriek van Rotterdam naar Oosterhout.

### Teruggang
Het bedrijf raakte in de jaren 70 in de problemen door de grote concurrentie van de supermarkten, die een toenemend marktaandeel verkregen en waarbij de formule bestond uit zelfbediening door de klant. De starheid binnen het bedrijf door de leiding Eef Jamin, een zoon van Louis, voorkwam eveneens een verdere aanpassing aan de veranderende markt. Na zijn pensioen volgde pas in 1981 de benoeming van een nieuwe president-directeur. Deze kon niet voorkomen, dat de verliezen steeds verder opliepen.
Een ingrijpende sanering, waarbij 200 winkels werden afgestoten, kon niet meer voorkomen dat Jamin in 1985 failliet ging. De bedrijfsnaam C.Jamin werd voor het symbolische bedrag van één gulden verkocht. Winkels en fabrieken werden gesplitst en afzonderlijk voortgezet. Van het personeel werd ongeveer een derde ontslagen. Onder de naam Jamin gingen de winkels verder of keerden eerder gesloten winkels terug. Na enkele overnames en ingrijpende reorganisaties in de jaren 80 van de 20e eeuw werd een nieuwe winkelformule ingevoerd: de Verwenwinkel (1988) met veel zelfschepsnoep, -drop en -koekjes en voorverpakte zoetwaren, maar ook inkoop van producten, wat voorheen niet mocht, verbreedde het assortiment. Ahold werd eigenaar in 1993.

### 21e eeuw
In 2008 heeft een groep investeerders de onderneming overgenomen onder de naam 2Buy Jamin BV. In 2010 nam Hermans Retail Europe BV een meerderheidsbelang in 2Buy Jamin BV. Tot 1 september 2011 werd Jamin geleid door Anita Wetterhahn-Reijnen, die vóór Jamin jarenlang commercieel directeur bij Jan Linders Supermarkten was. In 2012 zijn de aandelen van 2Buy Jamin BV die door Hermans Retail Europe BV gehouden werden, ondergebracht bij Hermans Investments BV. In 2015 zijn deze aandelen ondergebracht bij Take Share Holding BV. Aan het hoofd van deze groep staat Soulmates Holding B.V.
De statutaire directie bestond eind 2010 uit directieleden van grootaandeelhouder Hermans Retail Europe BV. Eind 2012 vormden Kees Hermans en John Bogers de statutaire directie, waarna in 2017 John Bogers terugtrad en Maarten Steinkamp plaats nam in de directie. De raad van commissarissen bestaat sinds eind 2017 uit Harry Koorstra (voorzitter), Haye Jaarsma en Anita Wetterhahn-Reijnen.

## Assortiment
Tot aan het faillissement in 1985 bestond het assortiment uit snoep, suikerwerken, noga, koek, drop, chocoladeartikelen, verpakt consumptie-ijs en roompudding. Alles werd in eigen beheer vervaardigd, getransporteerd en in de eigen winkels verkocht.

## Hofleverancier
Jamin heeft in 2009 het predicaat "Hofleverancier" gekregen, wegens zijn 125-jarige bestaan.

## Links en literatuur
- Bezichtiging der Zuid-Hollandsche Stoomfabriek van Koek- en Suikerwerken van den Heer C. JAMIN, Mercurius 3 (1889/90), 107-108
- Een Kijkje in de fabriek der firma C. Jamin te Rotterdam., Het Leven 3 (1908), 314-317
- Jamin, De Handel 2 (1908), 291-306
- Over Koek-, Banket- en Suikerwerken, Industrieel weekblad; handel, nijverheid, verkeer 3 (1908), 26-32
- PARIS (G.), De fabriek van suikerwerken der firma C.Jamin te Rotterdam (Voordracht op 11 April 1924), De Ingenieur 40 (1925), 92—99
- Frans Baar, Menno Bosma, Jamin: het bederf van een snoepjeskoning (Oosterhout, 1985) ISBN 978-9022845738

- Sylvia Loesberg, C. Jamin : bitterzoete koekjes (Schiedam, Scriptum, 1993) ISBN 9071542823
- Cora Boele, 'Familie Jamin', in: J. Visser (et al.), Nederlandse ondernemers 1850-1950. Rotterdam. ISBN 978z-9057309915 Walburg Pers, Zutphen, 2014, pag. 148-155 (met literatuurverwijzingen).

- Officiële website
- Televisieprogramma Andere Tijden over Jamin
- Collectie Rotterdam-Jamin